# 110 mètres haies aux championnats d'Europe d'athlétisme
Pour un article plus général, voir Championnats d'Europe d'athlétisme.
Le 110 mètres haies fait partie des épreuves inscrites au programme des premiers championnats d'Europe d'athlétisme, en 1934 à Turin.
Avec quatre titres remportés consécutivement de 1990 à 2002, le Britannique Colin Jackson est l'athlète le plus titré dans cette épreuve. Il détient par ailleurs le record des championnats d'Europe avec 13 s 02, établis en 1998 à Budapest.

## Historique
En 2010, lors des championnats d'Europe de Barcelone, Le Britannique Andy Turner s'adjuge le titre continental du 110 m haies en 13 s 28, devançant le Français Garfield Darien (13 s 34) et le Hongrois Dániel Kiss (13 s 39).
Aux Championnats d'Europe d'athlétisme 2012 d'Helsinki, la victoire revient au Russe Sergey Shubenkov qui améliore dès les demi-finales son record personnel en 13 s 09. Il remporte quelques heures plus tard le titre européen en 13 s 16 (+0,5 m/s), devant le Français Garfield Darien (13 s 20) et le Polonais Artur Noga (13 s 27), devenant à cette occasion le premier athlète russe titré au niveau continental dans une épreuves de haies hautes.
Shubenkov conserve son titre continental deux ans plus tard aux championnats d'Europe 2014 de Zurich, en remportant la finale en 13 s 19, devant le Britannique William Sharman et le Français Pascal Martinot-Lagarde.

## Palmarès
| Édition | Or                              | Argent                          | Bronze                          |
| ------- | ------------------------------- | ------------------------------- | ------------------------------- |
| 1934    | József Kovács 14 s 8            | Erwin Wegner 14 s 9             | Holger Albrechtsen 15 s 0       |
| 1938    | Donald Finlay 14 s 3            | Håkan Lidman 14 s 5             | Jan-Reindert Brasser 14 s 8     |
| 1946    | Håkan Lidman 14 s 6             | Hippolyte Braekman 14 s 9       | Väinö Suvivuo 15 s 0            |
| 1950    | André-Jacques Marie 14 s 6      | Ragnar Lundberg 14 s 7          | Peter Hildreth 15 s 0           |
| 1954    | Yevgeniy Bulanchik 14 s 4       | John Parker 14 s 6              | Berthold Steines 14 s 7         |
| 1958    | Martin Lauer 13 s 7             | Stanko Lorger 14 s 1            | Anatoliy Mikhailov 14 s 4       |
| 1962    | Anatoliy Mikhailov 13 s 8       | Giovanni Cornacchia 14 s 0      | Nikolay Berezutskiy 14 s 2      |
| 1966    | Eddy Ottoz 13 s 7               | Hinrich John 14 s 0             | Marcel Duriez 14 s 0            |
| 1969    | Eddy Ottoz 13 s 5 (CR)          | David Hemery 13 s 7             | Alan Pascoe 13 s 9              |
| 1971    | Frank Siebeck 14 s 00           | Alan Pascoe 14 s 09             | Lubomír Nádeníček 14 s 30       |
| 1974    | Guy Drut 13 s 40 (CR)           | Miroslaw Wodzynski 13 s 67      | Leszek Wodzynski 13 s 71        |
| 1978    | Thomas Munkelt 13 s 44          | Jan Pusty 13 s 55               | Arto Bryggare 13 s 56           |
| 1982    | Thomas Munkelt 13 s 41          | Andreï Prokofiev 13 s 44        | Arto Bryggare 13 s 60           |
| 1986    | Stéphane Caristan 13 s 20 (CR)  | Arto Bryggare 13 s 42           | Carlos Sala 13 s 50             |
| 1990    | Colin Jackson 13 s 18 (CR)      | Tony Jarrett 13 s 21            | Dietmar Koszewski 13 s 50       |
| 1994    | Colin Jackson 13 s 08 (CR)      | Florian Schwarthoff 13 s 16     | Tony Jarrett 13 s 23            |
| 1998    | Colin Jackson 13 s 02 (CR)      | Falk Balzer 13 s 12             | Robin Korving 13 s 20           |
| 2002    | Colin Jackson 13 s 11           | Stanislavs Olijars 13 s 22      | Artur Kohutek 13 s 32           |
| 2006    | Stanislavs Olijars 13 s 24      | Thomas Blaschek 13 s 46         | Andy Turner 13 s 52             |
| 2010    | Andy Turner 13 s 28             | Garfield Darien 13 s 34         | Dániel Kiss 13 s 39             |
| 2012    | Sergueï Choubenkov 13 s 16      | Garfield Darien 13 s 20         | Artur Noga 13 s 27              |
| 2014    | Sergueï Choubenkov 13 s 19      | William Sharman 13 s 27         | Pascal Martinot-Lagarde 13 s 29 |
| 2016    | Dimitri Bascou 13 s 25          | Balázs Baji 13 s 28             | Wilhem Belocian 13 s 33         |
| 2018    | Pascal Martinot-Lagarde 13 s 17 | Sergueï Choubenkov 13 s 17      | Orlando Ortega 13 s 34          |
| 2022    | Asier Martínez 13 s 14          | Pascal Martinot-Lagarde 13 s 14 | Just Kwaou-Mathey 13 s 33       |
| 2024    | Lorenzo Simonelli 13 s 05       | Enrique Llopis 13 s 16          | Jason Joseph 13 s 43            |

## Records des championnats
| Temps   | Athlète           | Lieu      | Date              | Record |
| ------- | ----------------- | --------- | ----------------- | ------ |
| 15 s 2  | József Kovács     | Turin     | 7 septembre 1934  |        |
| 15 s 1  | Gianni Caldana    | Turin     | 7 septembre 1934  |        |
| 15 s 1  | Chrístos Mántikas | Turin     | 7 septembre 1934  |        |
| 14 s 8  | József Kovács     | Turin     | 7 septembre 1934  |        |
| 14 s 8  | József Kovács     | Turin     | 7 septembre 1934  |        |
| 14 s 4  | Donald Finlay     | Paris     | 4 septembre 1938  |        |
| 14 s 3  | Donald Finlay     | Paris     | 4 septembre 1938  |        |
| 14 s 2  | Martin Lauer      | Stockholm | 22 août 1958      |        |
| 13 s 7  | Martin Lauer      | Stockholm | 22 août 1958      |        |
| 13 s 7  | Eddy Ottoz        | Budapest  | 3 septembre 1966  |        |
| 13 s 7  | Eddy Ottoz        | Budapest  | 4 septembre 1966  |        |
| 13 s 5  | Eddy Ottoz        | Athènes   | 20 septembre 1969 |        |
| 13 s 40 | Guy Drut          | Rome      | 8 septembre 1974  |        |
| 13 s 28 | Stéphane Caristan | Stuttgart | 29 août 1986      |        |
| 13 s 20 | Stéphane Caristan | Stuttgart | 30 août 1986      |        |
| 13 s 18 | Colin Jackson     | Split     | 31 août 1990      |        |
| 13 s 08 | Colin Jackson     | Helsinki  | 12 août 1994      |        |
| 13 s 02 | Colin Jackson     | Budapest  | 22 août 1998      |        |
| 13 s 02 | Colin Jackson     | Budapest  | 22 août 1998      |        |